# Nyctemera antipodea
Nyctemera antipodea är en fjärilsart som beskrevs av John Tenison Salmon 1956. Nyctemera antipodea ingår i släktet Nyctemera och familjen björnspinnare. Inga underarter finns listade i Catalogue of Life.